# Iliana (Biqueli)
Iliana ist ein Ort auf der südostasiatischen Insel Atauro, die zu Osttimor gehört. Er liegt einige hundert Meter südlich des Dorfes Vatuo, nah der Westküste der Insel, in der  Aldeia Ilidua Douro (Suco Biqueli, Verwaltungsamt Gemeinde Atauro).
An dem Ort vorbei führt die Küstenstraße Rua da Iliana, die Vatuo mit dem Dorf Douro im Inselinneren verbindet. Eine Karte von 2019 zeigt an in Iliana keine Besiedlung mehr und Satellitenbilder zeigen zwar Strukturen, aber keine bestehenden Gebäude, so dass die Siedlung wohl aufgegeben wurde.
Der Strand gilt als einer der weißesten der Insel.